# Apatura thaumantias
Apatura thaumantias är en fjärilsart som beskrevs av Cabeau 1910. Apatura thaumantias ingår i släktet Apatura och familjen praktfjärilar. Inga underarter finns listade i Catalogue of Life.